# Malleodectes
Malleodectes is een geslacht van uitgestorven roofbuideldieren dat in het Mioceen op het Australische continent leefde. Dit geslacht is het enige van de familie Malleodectidae en omvat de twee soorten M. mirabilis en M. moenia.

## Fossiele vondsten
Fossielen van Malleodectes zijn gevonden in Riversleigh in Queensland en dateren uit het Midden- tot Laat-Mioceen. 

## Kenmerken
Malleodectes was zo groot als een bunzing of kleine buidelmarter met een gewicht van ongeveer negenhonderd gram. Het dier had stompe, krachtige, hamerachtige tanden, die uniek zijn binnen de zoogdieren. Dit type tanden komt wel voor bij Hemisphaeriodon gerrardi, een Australische skink die gespecialiseerd is in het eten van slakken. Dit suggereert dat Malleodectes ook een gespecialiseerde slakkeneter was, hoewel vermoedelijk ook andere kleine dieren werden gegeten.